# Sitta victoriae
El trepador birmano (Sitta victoriae) es una especie de ave paseriforme de la familia Sittidae.
Similar al trepador azul (Sitta europaea), mide 11.5 cm de longitud y no presenta dimorfismo sexual. Al igual que muchos otros trepadores, las partes superiores son de color azul grisáceo, a diferencia de las partes inferiores blancas en la garganta, mejillas y pecho, y naranja en el flancos, abdomen y vientre. Su lista superciliar blanca permite, entre otros aspectos, distinguirlo fácilmente del trepador del Himalaya (S. himalayensis), que es una especie relacionada geográficamente. Su ecología es poco conocida, pero se alimenta de pequeños insectos que se encuentra entre la corteza y líquenes y la reproducción se lleva a cabo en el mes de abril.
El trepador birmano es endémico de Nat Ma Taung, también conocido como el Monte Victoria, situado al sur de las colinas Chin (Birmania). Viven en altitudes donde crecen robles viejos (normalmente por encima de 2600 m). El número de especies es poco conocido pero se estima en varios miles de especímenes, amenazados por la destrucción del hábitat con fuego e invasión humana. Por estas razones, la Unión Internacional para la Conservación de la Naturaleza considera a la especie como «en peligro».

## Descripción
Las partes superiores del trepador birmano son de color azul grisáceo, sin brillo. Las partes inferiores son de color blanco desde la garganta hasta la parte inferior del pecho, pero el bajo el vientre es de color naranja, con los laterales más oscuros de color rojo y ligeramente en el abdomen y debajo de la cola. La frente, lista superciliar y brida son blancas, y una línea negra en la parte posterior del ojo se engrosa hacia la parte posterior del cuello. Las mejillas son blancas como en la garganta, pero la parte posterior de la mejilla es de color naranja, con una mancha blanca cerca del auricular. No se ha observado dimorfismo sexual, pero los juveniles se distinguían por el color naranja rojizo de los flancos más claros. El iris es de color marrón rojizo o marrón oscuro; el pico es negro y grisáceo en la punta,  la mandíbula inferior es más clara. Los muslos son de color marrón amarillento o marrón oliva, con patas grises y tenues.
El trepador birmano es un pequeño, mide 11.5 cm de longitud. El ala plegada llega a medir 68 a 73 mm en los machos y 67 a 69 mm en la hembra. La cola tiene 36 a 37.5 mm, el pico de 15 a 16,1 mm y el tarso 14,5-16,5 mm. Se desconoce el peso, pero el trepador chino (S. villosa) y el trepador canadiense (S. canadensis), que también llegan a medir 11.5 cm de longitud, respectivamente pesan 11.3 g y de 8 a 12.7 g, en promedio.
La especie puede ser confundida con el trepador del Himalaya (S. himalayensis), ya que puede habitar las mismas áreas, pero rara vez en donde vive  S. victoriae. Las plumas centrales de la cola del S. victoriae son de color gris claro en su extremo y blanco en la mayor parte de su base, por lo que ofrece un distintivo con trepador del Himalaya en la que la mancha blanca es relativamente pequeña. El trepador birmano también se reconoce por la lista superciliar y la frente blancas, y la fuerte contrasta entre blanco en el pecho y los flancos rojizos oscuros. Por último, el pico es más corto y delgado.

## Ecología y comportamiento

### Canto
El llamado se produce a intervalos irregulares, y consiste en un simple «pit» o «plit». El trepador birmano también emite un «pii, pii, pii…» continuo, contando 2.5 a 3.5 notas por segundo producidas más o menos regular. El ornitólogo británico Simon Harrap informó de una posible canción, que consiste de 9 hasta 12 unidades emitidas cada 9 notas por segundo y en un crescendo «whi-whi-whi…».

### Alimentación

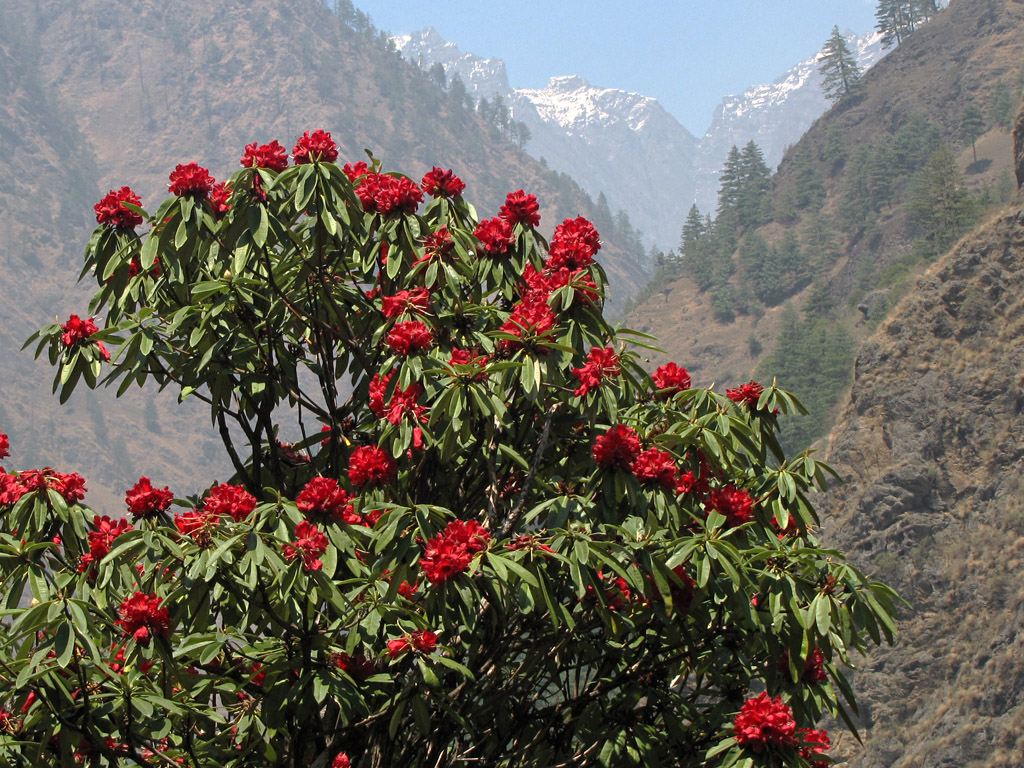
Un Rhododendron arboreum, fotografiado en la India, puede ser visitado por trepador birmano, tanto por su comida como por su anidamiento.

El trepador birmano es generalmente observado en solitario o en pareja, ocasionalmente en pequeños grupos. Se alimenta de pequeños insectos que encuentra típicamente en las epífitas que crecen en los robles, o en el hueco de la corteza. Por lo general explora las ramas exteriores, pero también puede llegar a otras ramificaciones en el interior del árbol o en el tronco. Las especies vegetales preferidas son Quercus semecarpifolia en la mayoría de los casos, pero Rhododendron arboreum también, así como, en menor medida, Lyonia ovalifolia, Lithocarpus dealbatus, Pinus kesiya y Alnus nepalensis.

### Reproducción
Existe muy poca información acerca de la reproducción del trepador birmano. El ornitólogo birmano Thet Zaw Naing informó en 2003 de la observación de tres nidos entre mediados de marzo y principios de abril del año anterior. Dos nidos estaban ubicados en la cavidad de una rama interna de Quercus semecarpifolia, entre cuatro y diez metros de altura; el tercero estaba en el tronco de un Rhododendron arboreum, seis metros de altura. El primer nido mencionado fue excavado por la hembra, y su entrada no fue tapiada, a diferencia de muchas otras especies de trepadores que sí lo hacen. Solo las hembras parecen alimentar a los jóvenes. En abril, se observaron tres avistamientos,  cada uno con dos jóvenes en la madurez.

## Distribución y hábitat
Esta especie es endémica de Birmania occidental. En la parte sur de las colinas Chin está la única población en el monte Victoria, también conocido como Nat Ma Taung y con un máximo de 3070 m, pero en la primavera de 1995 se encontró a 22 kilómetros más al noroeste cerca de Mindat (21°24′N 93°47′E / 21.400, 93.783), con una densidad posiblemente inferior.
El trepador birmano evita los pinos puros (Pinus kesiya), entre 2285 y 2800 m, y prefiere los viejos robles cubiertos de líquenes alpinos. De este modo, se observó a más de 2600 metros sobre el nivel del mar en 1940 y a más de 2700 m en la primavera de 1995. Sin embargo, en la descripción de la especie de 1904, George Rippon informó que recogió seis aves entre 2285 y 2745 m sobre el nivel del mar del 22 de marzo al 30 de abril; por lo que podría ser que hay una dispersión altitudinal, y que las aves abandonan las elevaciones más altas en el invierno.
Su hábitat se compone principalmente de robles Quercus semecarpifolia cubiertas de epifitas, líquenes, musgos, orquídeas y helechos.

## Taxonomía
El trepador birmano fue descrito en 1904 por el ornitólogo y teniente coronel británico George Rippon. Probablemente es filogenéticamente cercano del trepador del Himalaya (S. himalayensis), lo que condujo a Richard Meinertzhagen (1927) y de forma perentoria a Ernst Mayr (1941) y Charles Vaurie (en 1957), a tratar al S . victoriae como una subespecie de S. himalayensis. Vaurie observó muchas sitas, sin embargo, que no había manera de integrar al trepador birmano en el trepador del Himalaya de las colinas Mizo, a 180 km al noreste del monte Victoria. Simon Harrap sostuvo que el pequeño tamaño, las coberteras caudales unidas y la marcada lista superciliar blanca podrían indicar una relación estrecha con trepador de Yunán (S. yunnanensis). En la división en subgéneros del género Sitta, poco utilizada, el trepador birmano se coloca en Sitta (Mesositta) Buturlin, 1916. De acuerdo con el Congreso Ornitológico Internacional y Alan P. Peterson, no se distingue subespecie alguna.

## Situación de conservación
La población de la especie es muy irregular: se observaron 14 aves en 1995 y cinco en dos semanas en abril de 2000 y 45 durante los cuatro meses de trabajo de campo en 2001-2003. En 2007, encuestas realizadas en las colinas Chin no permitieron observar a esta especie, lo que sugiere un fuerte endemismo de las especies a los relieves del monte Victoria. Estas observaciones, junto con los datos de densidad y distribución, indican una población con 2500 de 10 000 especímenes maduros, o de una población total aproximada de entre 3500 y 15 000 especímenes.
En el monte Victoria, el bosque fue arrasado hasta 2000 metros y los hábitats restantes, entre 2000 y 2500 metros, son altamente degradados. Cerca de 12 000 personas viven en el parque nacional de Nat Ma Taung y las trampas e incendios aumentan las amenazas a la especie. La población, estimada en varios miles de especímenes, está en declive. La especie está legalmente protegida por una ley birmana de 1994 (la Ley de Protección de la Vida Silvestre y Conservación de Espacios Naturales, Protection of Wildlife and Conservation of Natural Areas Law en inglés), pero estas medidas de protección no se aplican, en particular, para desalentar la destrucción de su hábitat. La distribución se estima en 820 km² por BirdLife International. Por tal razón, la especie se considera «en peligro» por la Unión Internacional para la Conservación de la Naturaleza.